# Biserica de lemn din Cobor

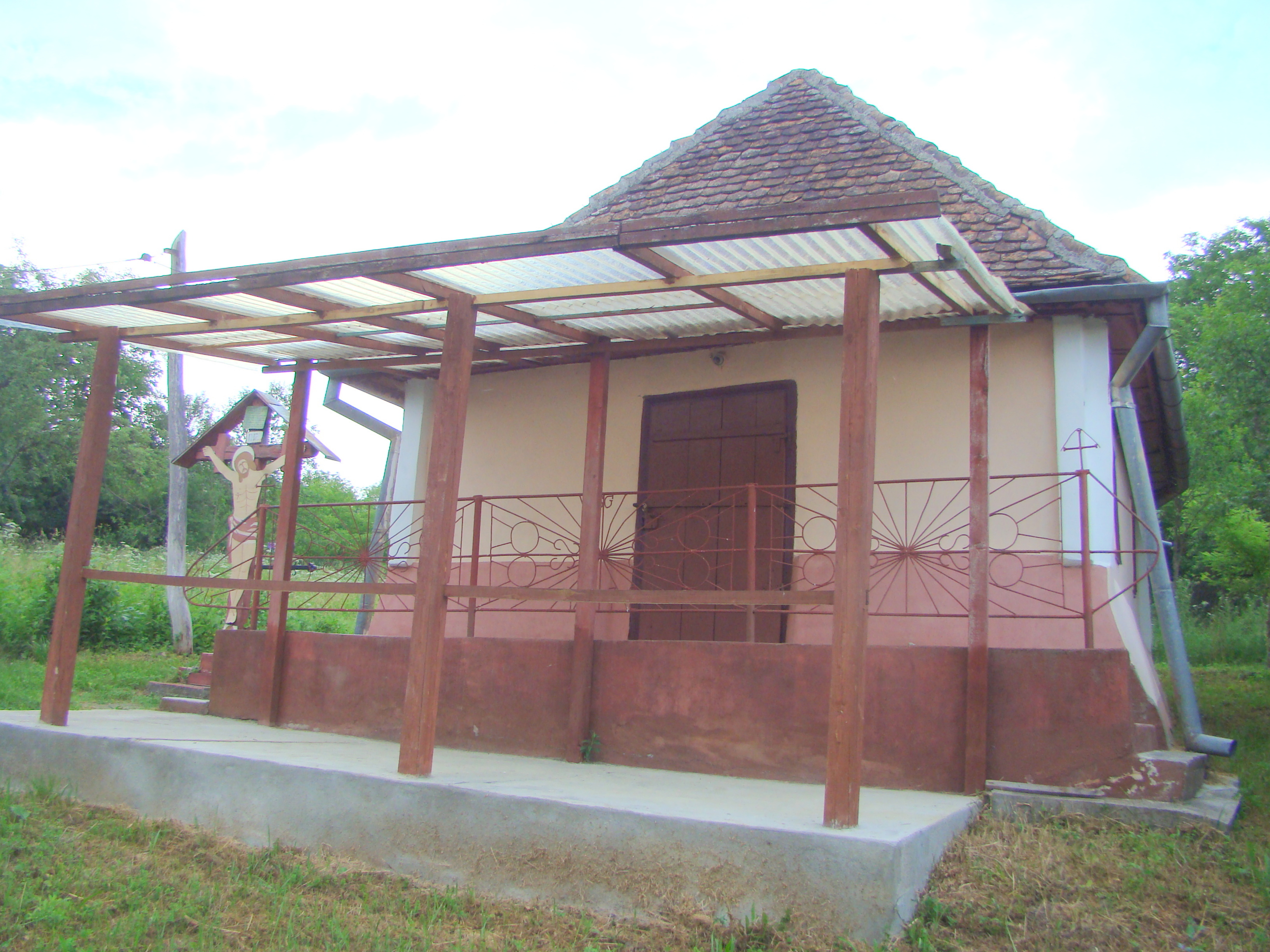
Biserica de lemn „Sfânta Treime” din Cobor, județul Brașov, foto: iunie 2019.

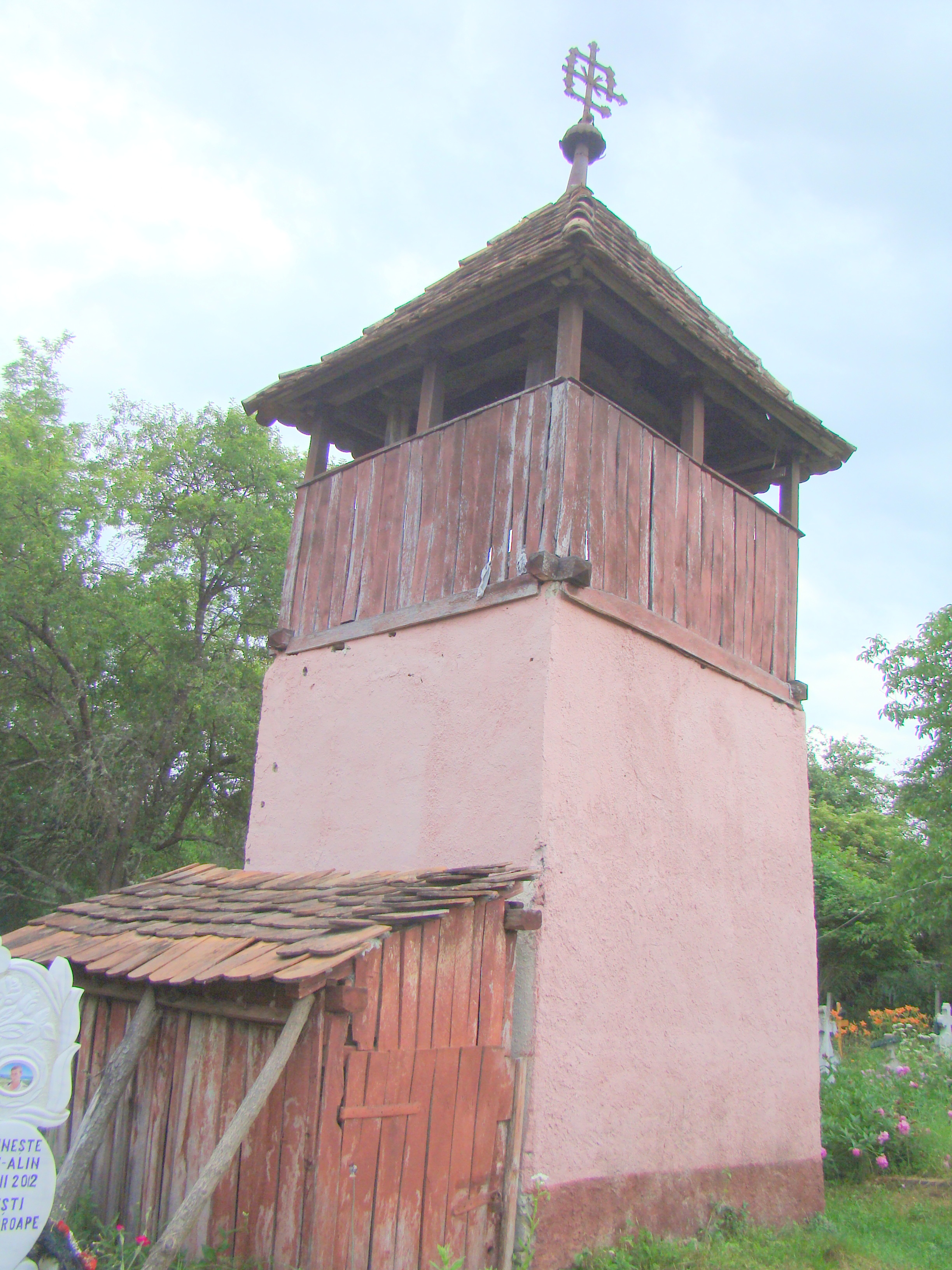
Clopotnița

Biserica de lemn din satul brașovean Cobor a fost construită în anul 1670, în satul Galați, de lângă Făgăraș. Are hramul „Sfânta Treime”. În ciuda vechimii sale, biserica nu se află pe lista monumentelor istorice.

## Istoric
Cartierul Galați din Făgăraș, județul Brașov, a fost odinioară unul dintre satele fruntașe din apropierea cetății transilvănene. Din 1952 așezarea de pe malul drept al râului Olt a fost alipită municipiului Făgăraș. Așezarea păstrează un lăcaș de cult emblematic pentru Țara Făgărașului, biserica închinată Sfântului Ioan Botezătorul. Dar primul lăcaș de rugăciune ortodox atestat istoric în Galațiul Făgărașului a fost unul de lemn, ridicat la 1670. Odată cu această biserică de lemn este amintit de documente și primul preot din Galați: Ioan Popa. Bisericuța de lemn din satul Galați a fost strămutată în satul Cobor atunci când comunitatea a decis construirea bisericii de piatră. O fotografie din 18 aprilie 1905 făcută de N. Aron a surprins și o scrijelitură de pe fruntariul Altarului: „A. SO=1670”. Ștefan Meteș descria biserica din Galați ca fiind din „grinzi de brad, cu acoperiș de șindrilă, în mijlocul satului, are un clopot și două toace, de fier și de lemn”.

## Imagini

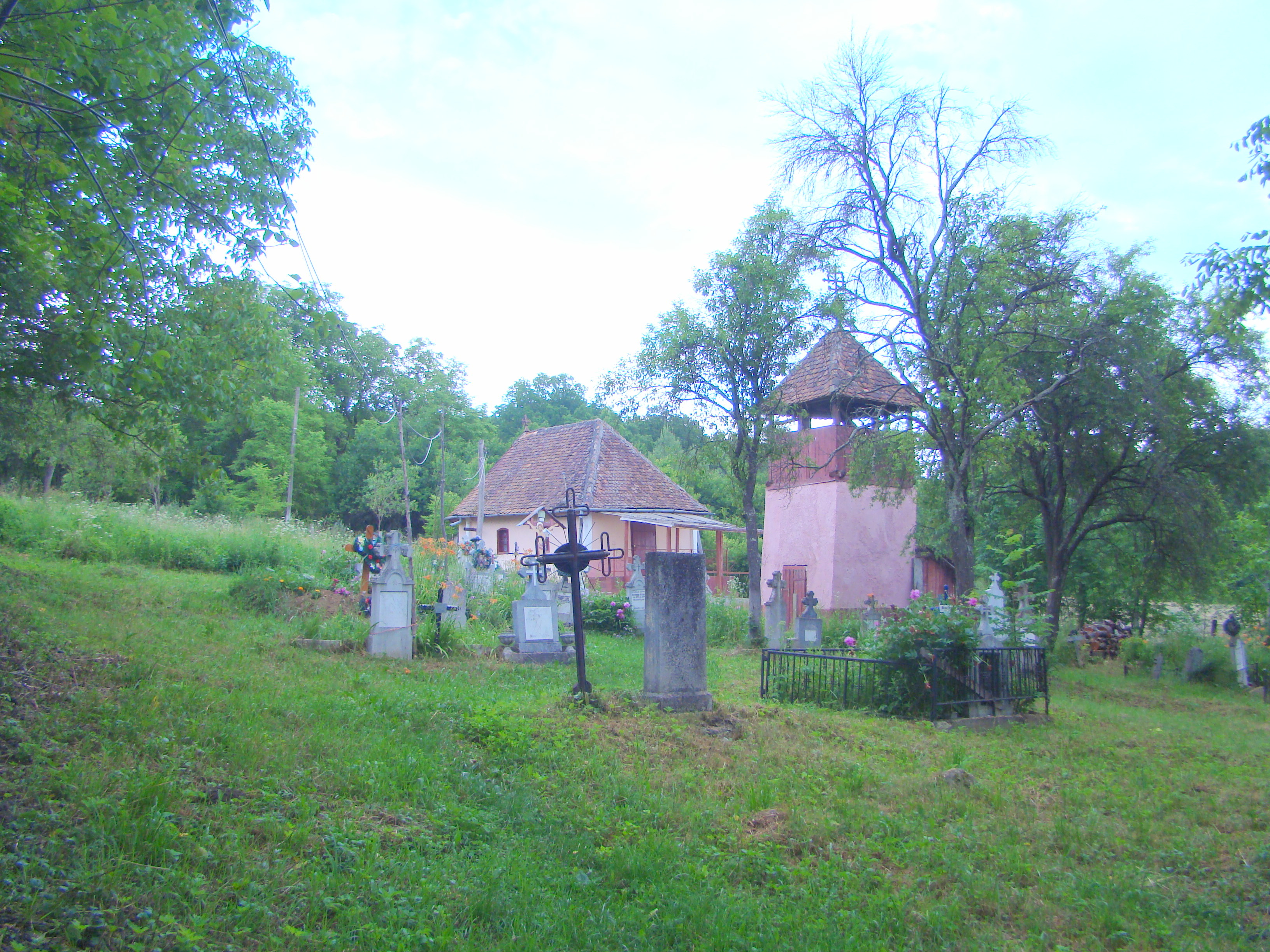
Biserica şi împrejurimile
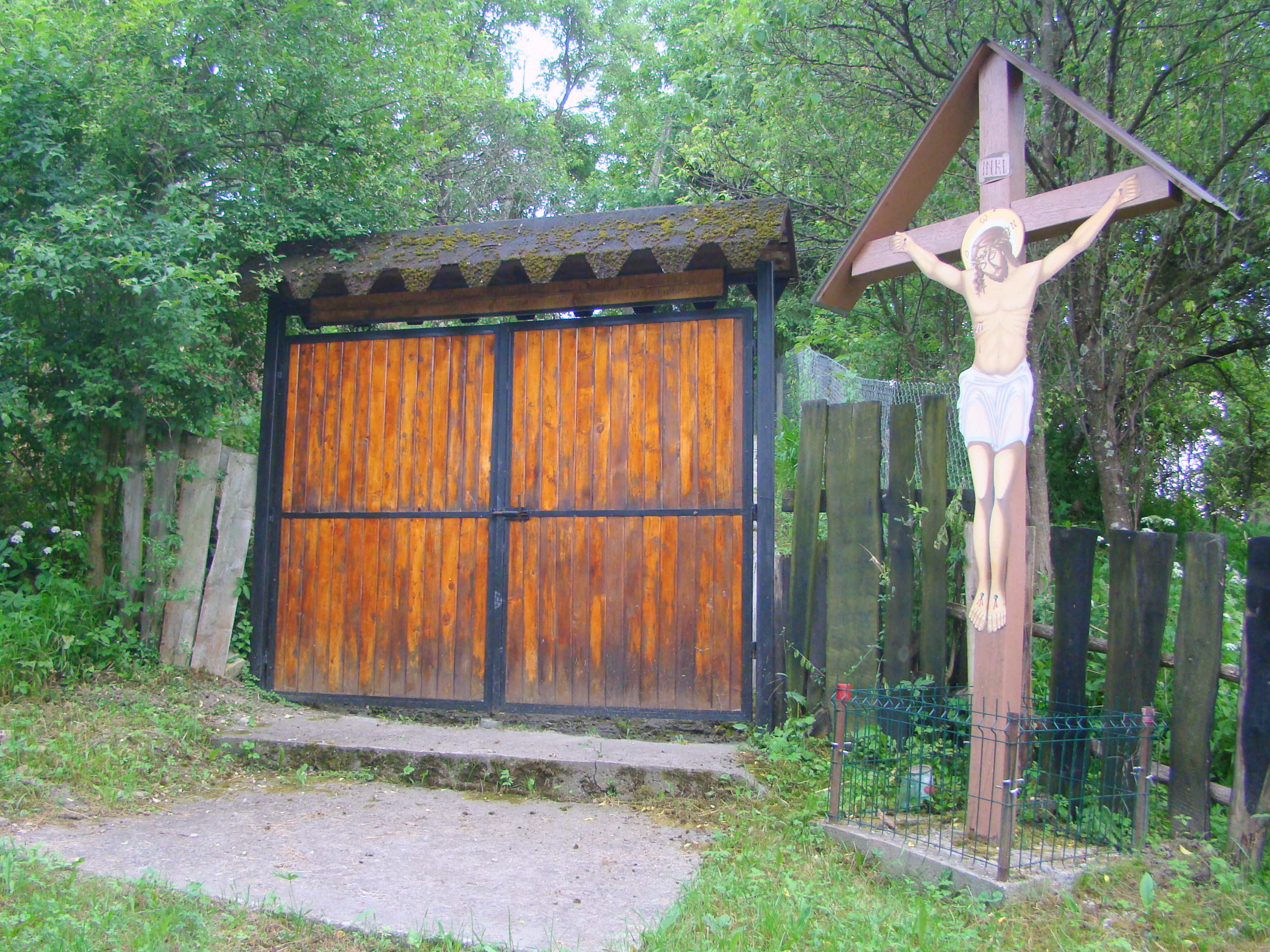
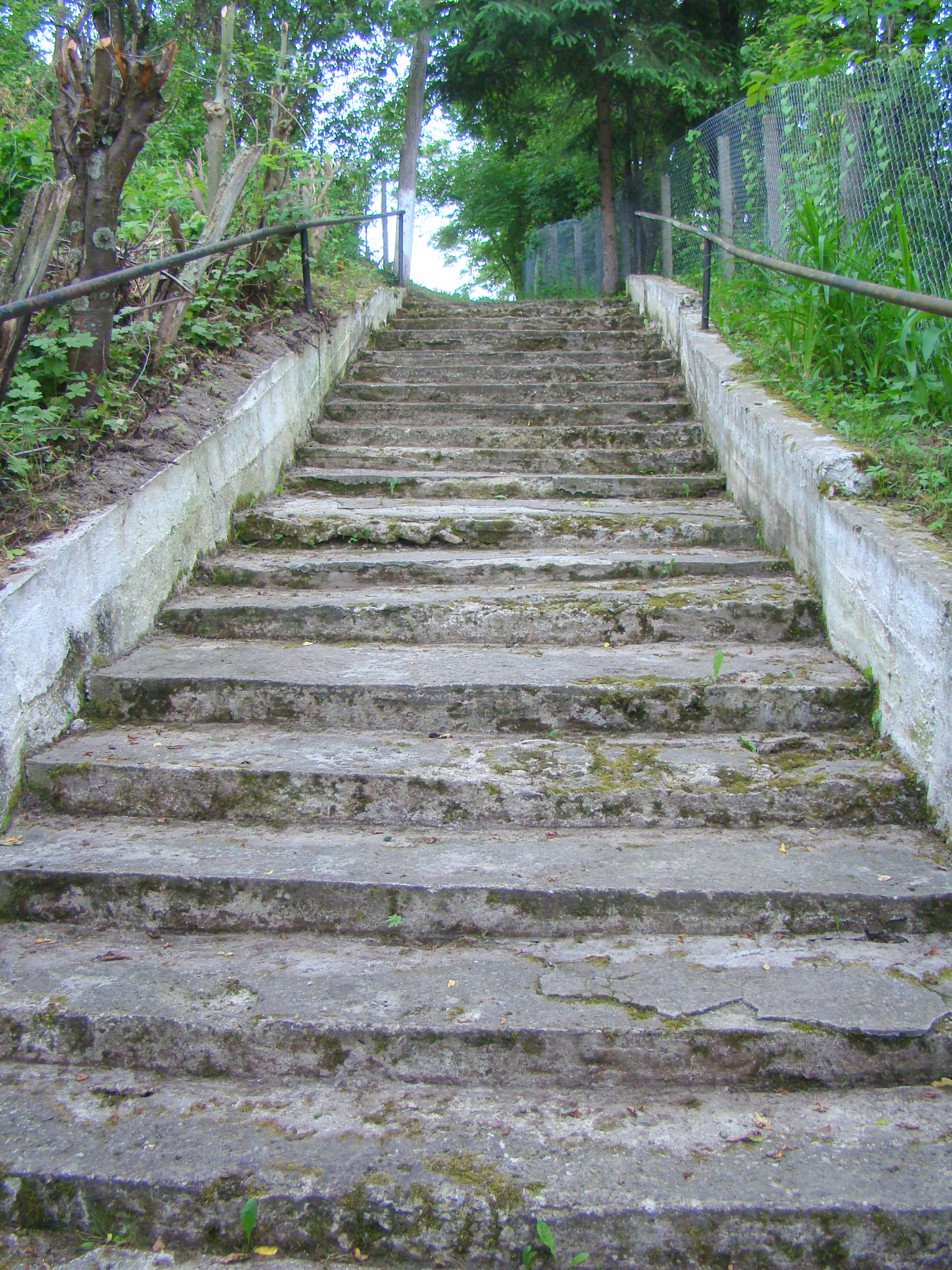
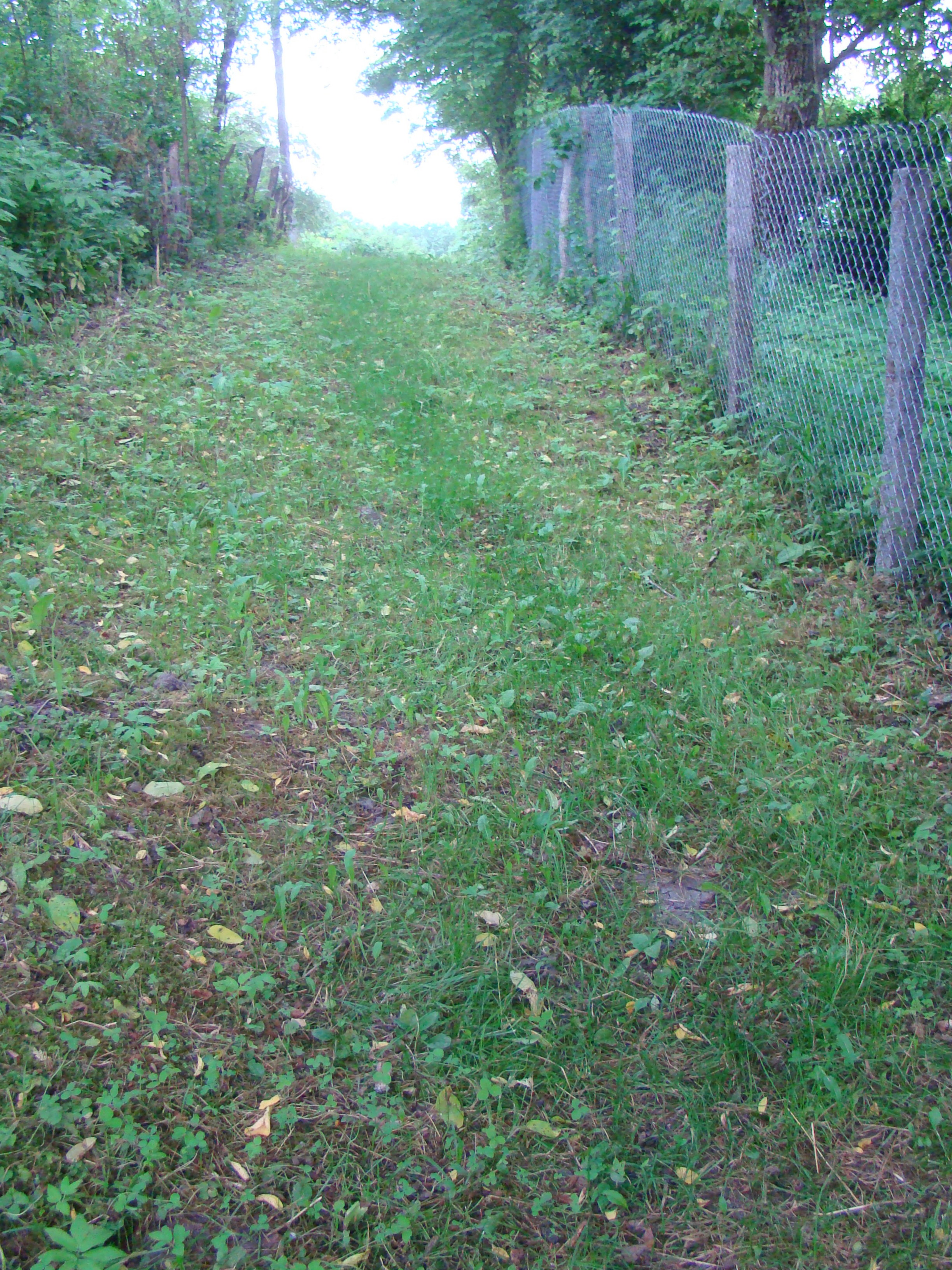
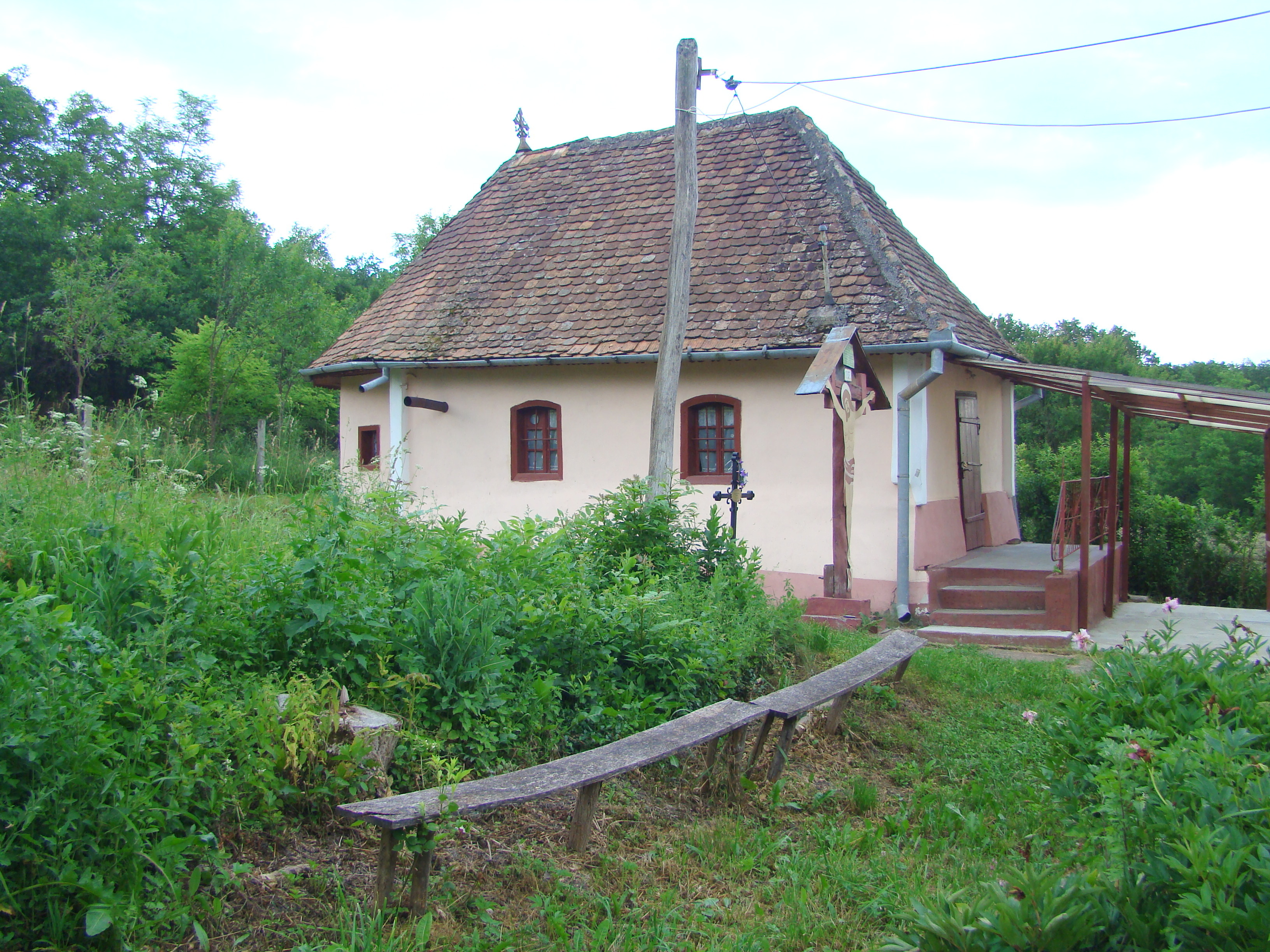
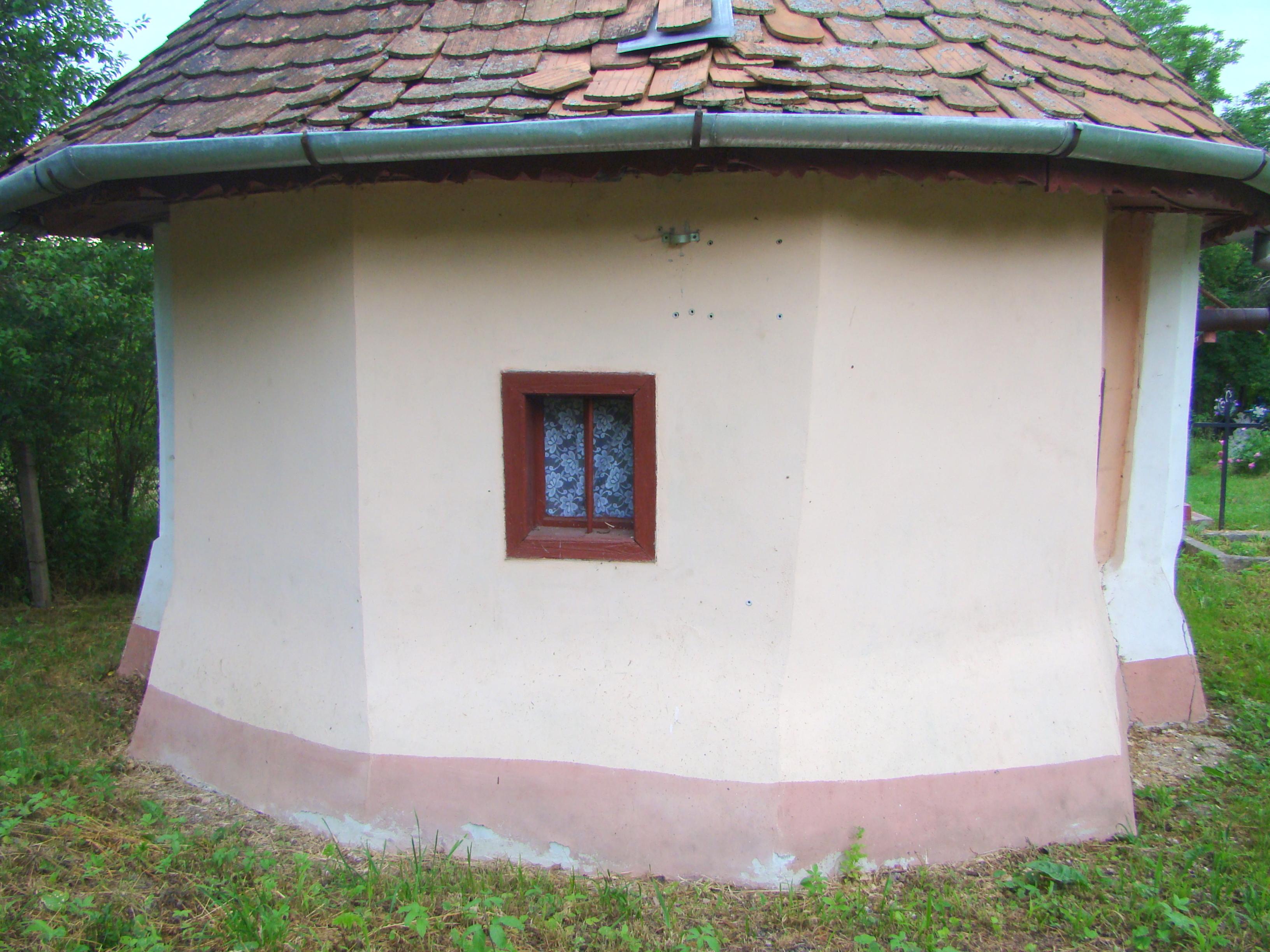
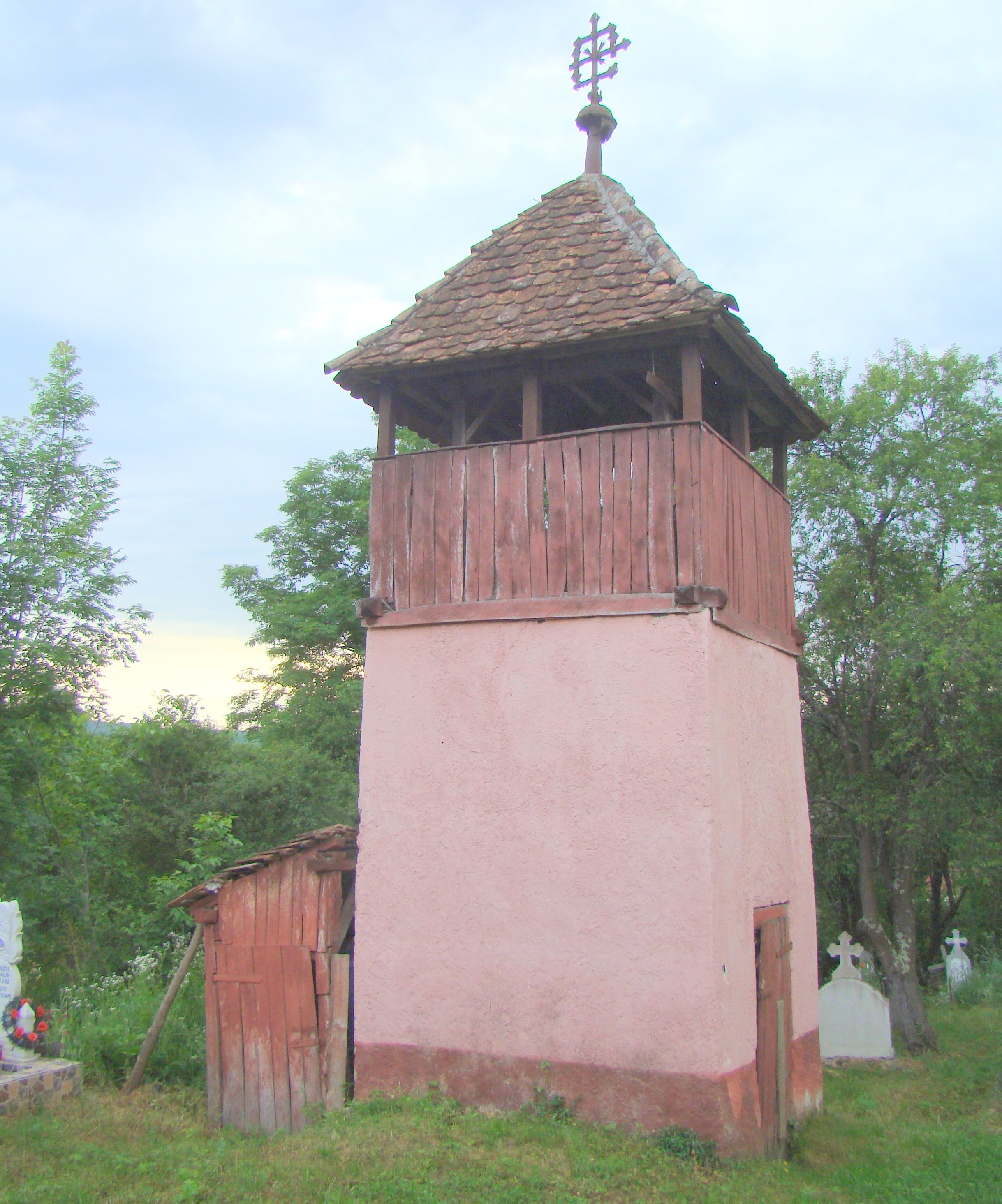
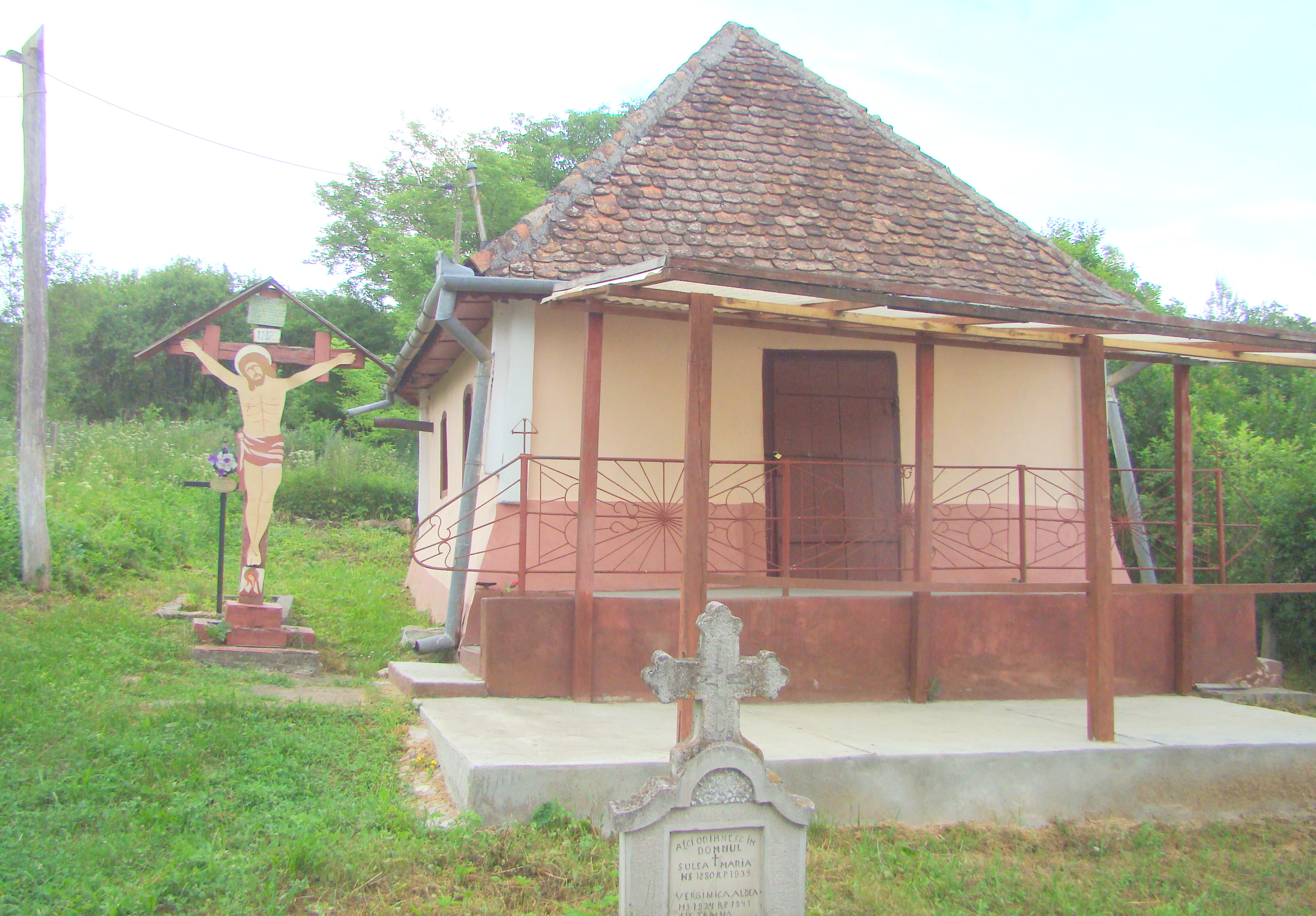
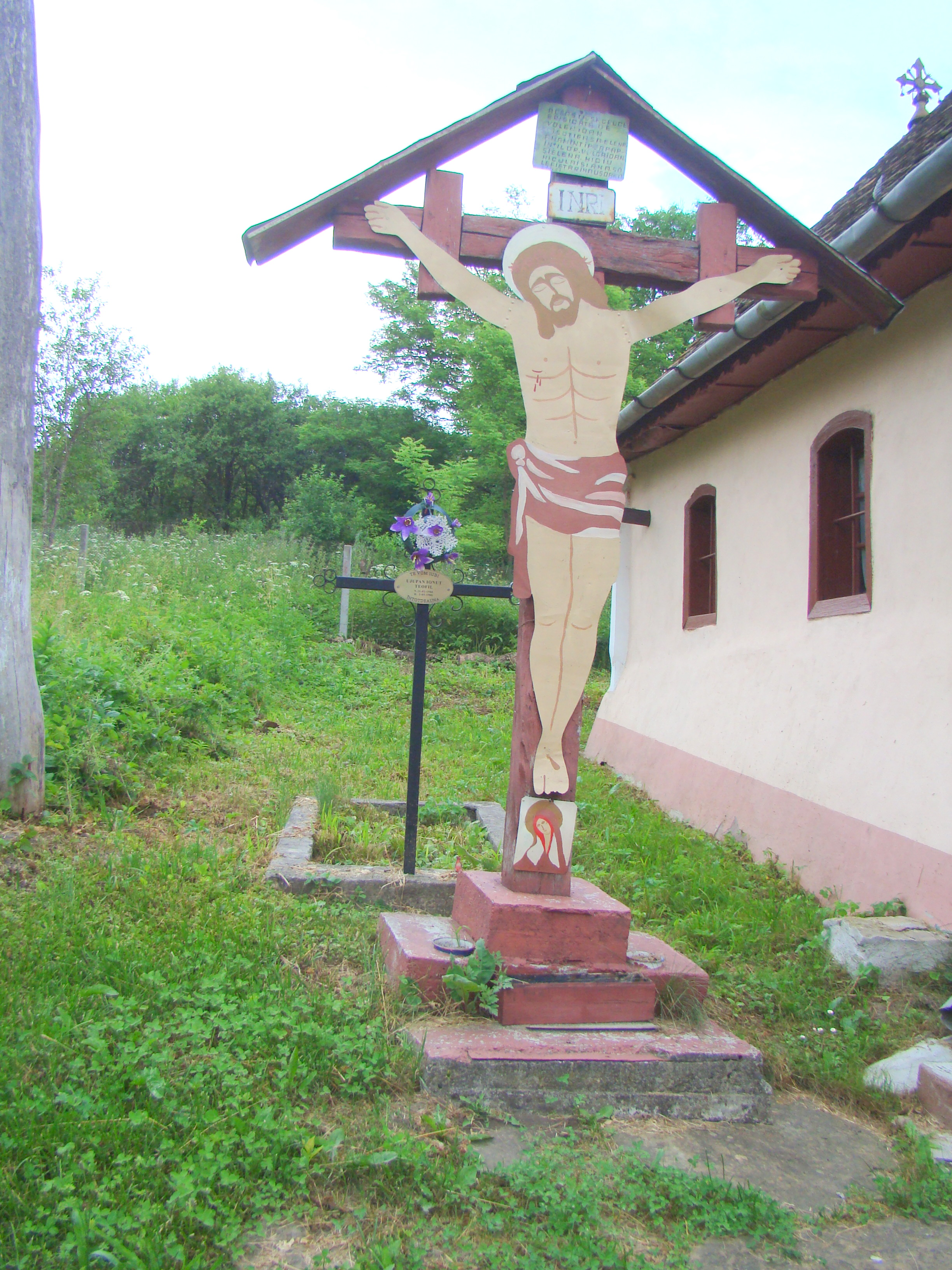
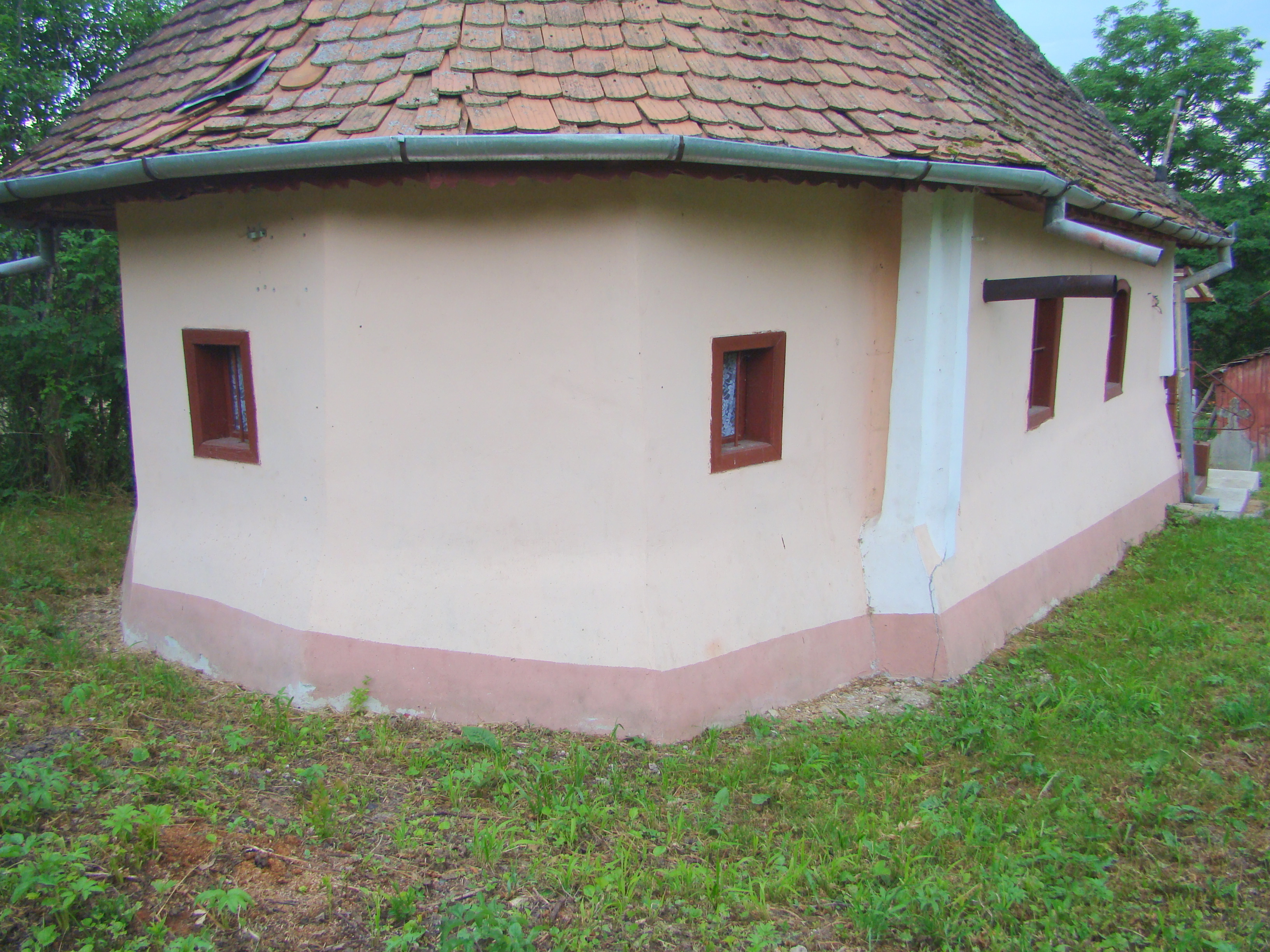
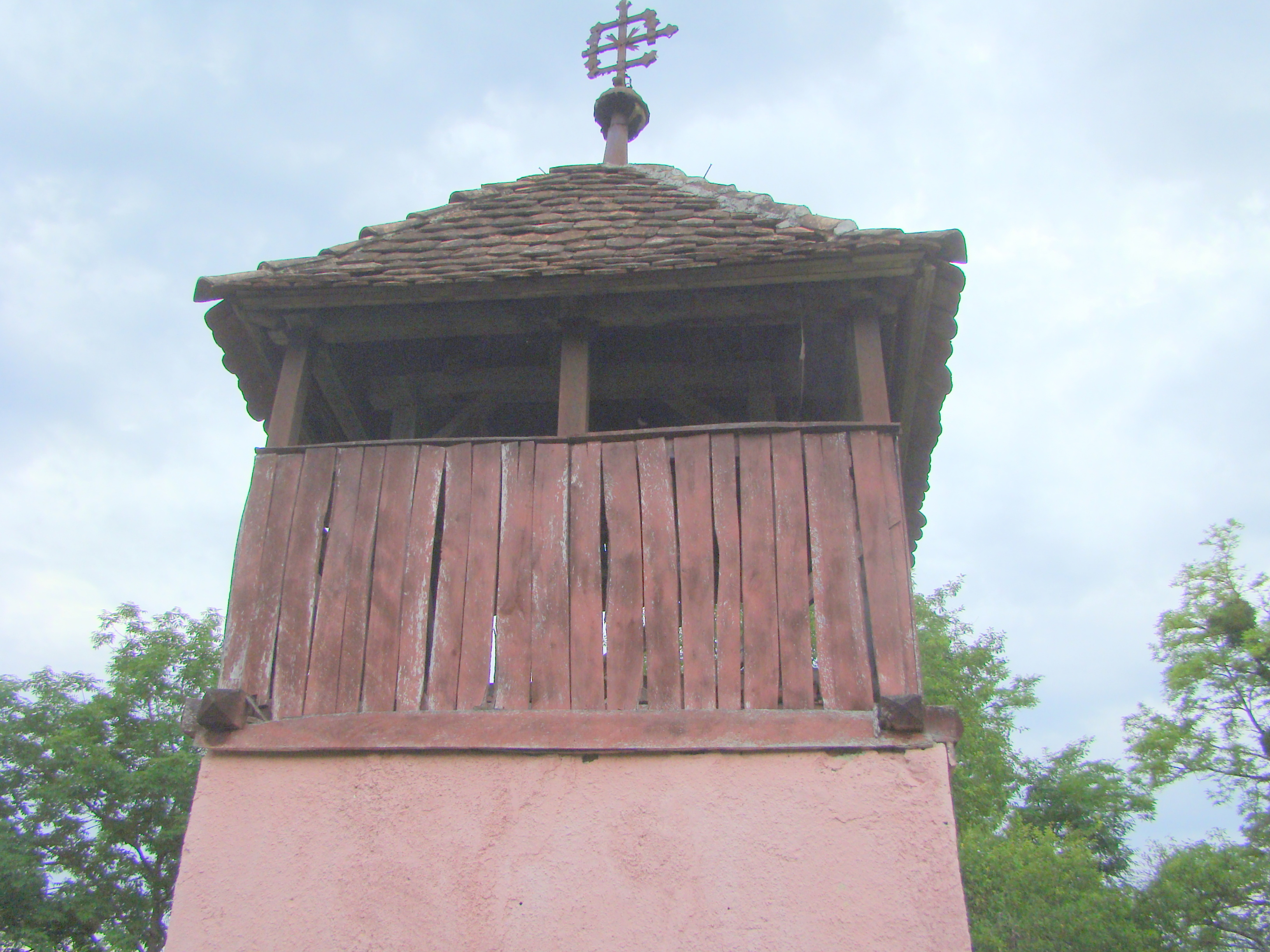
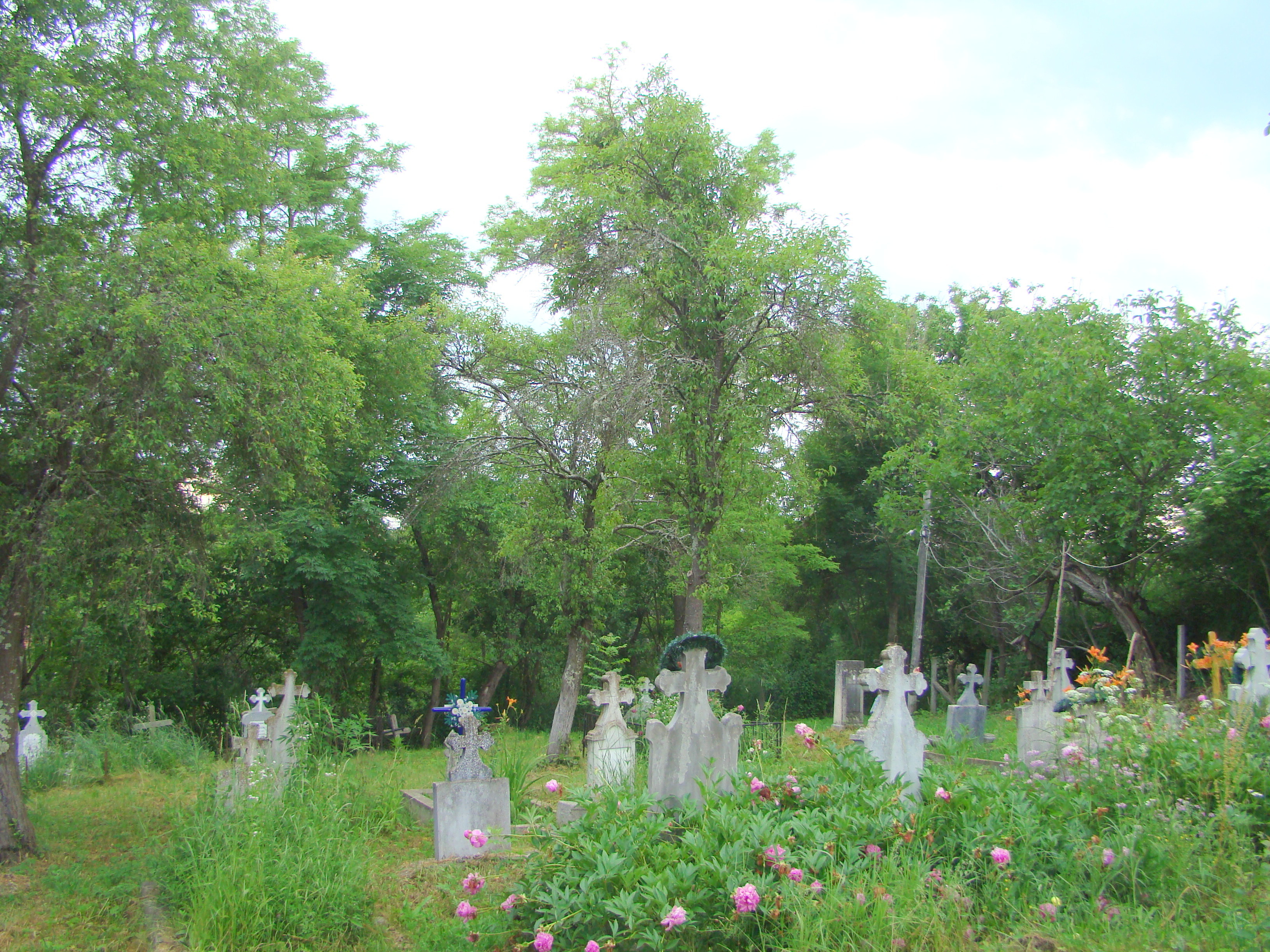
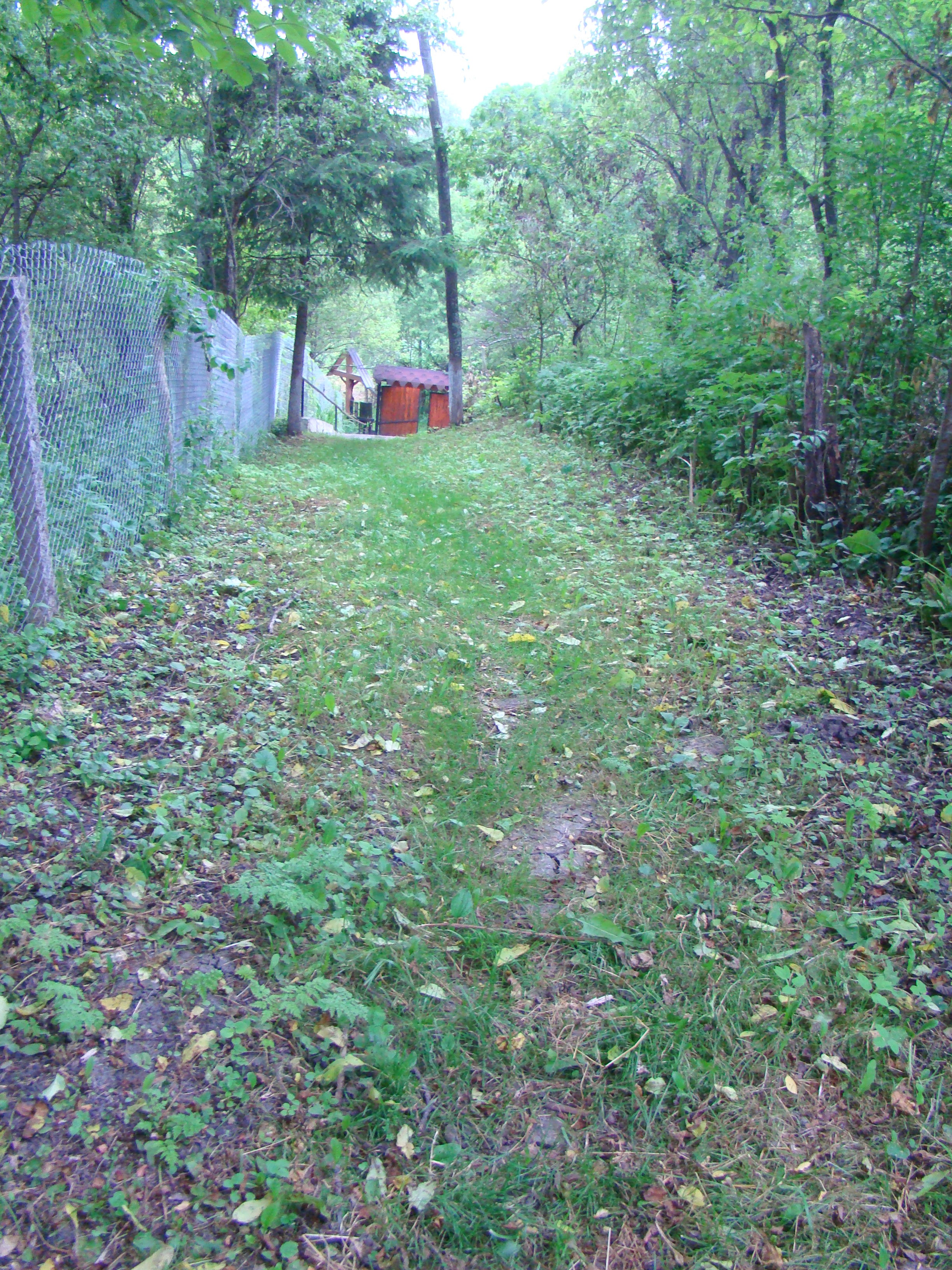
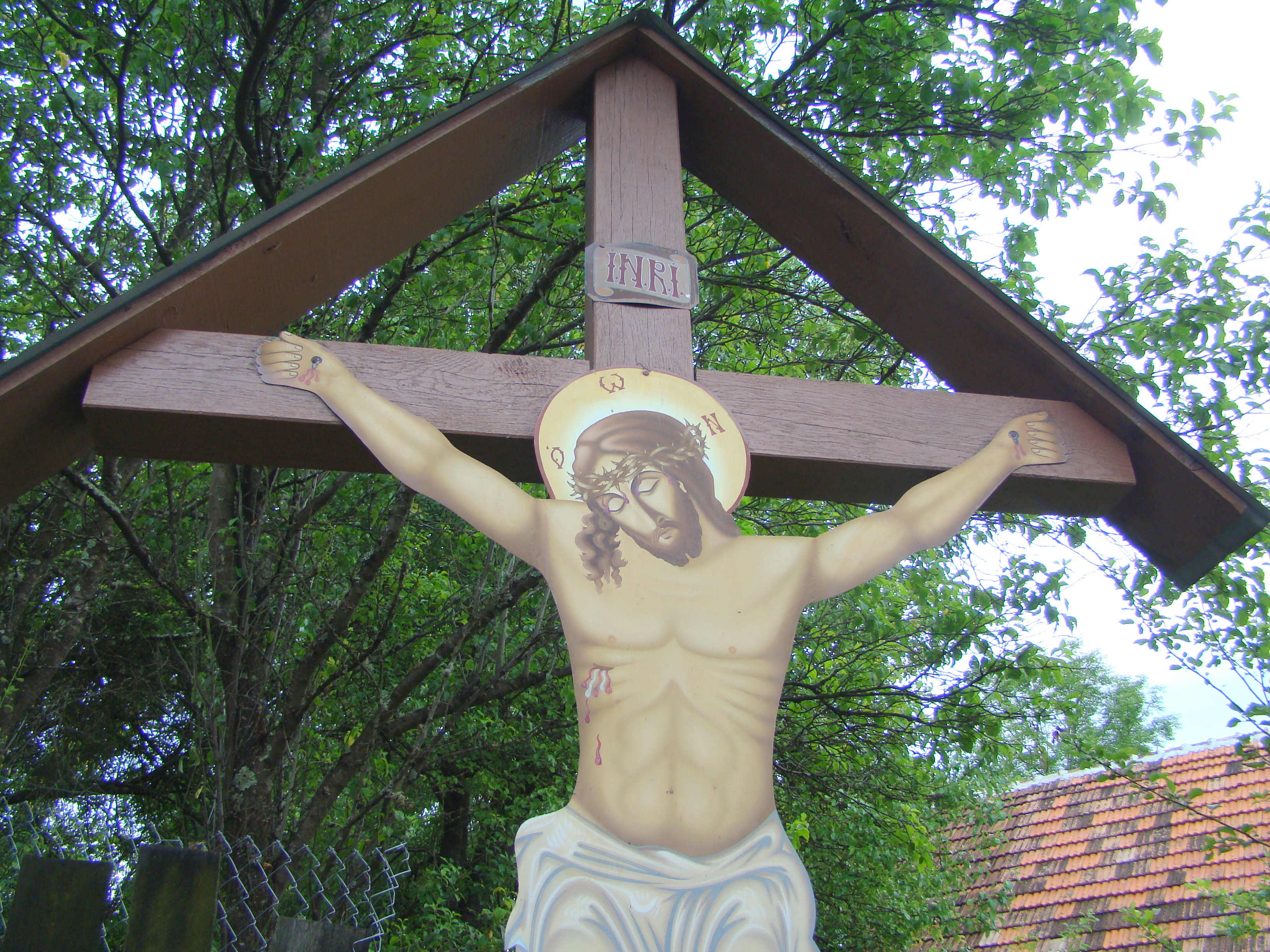
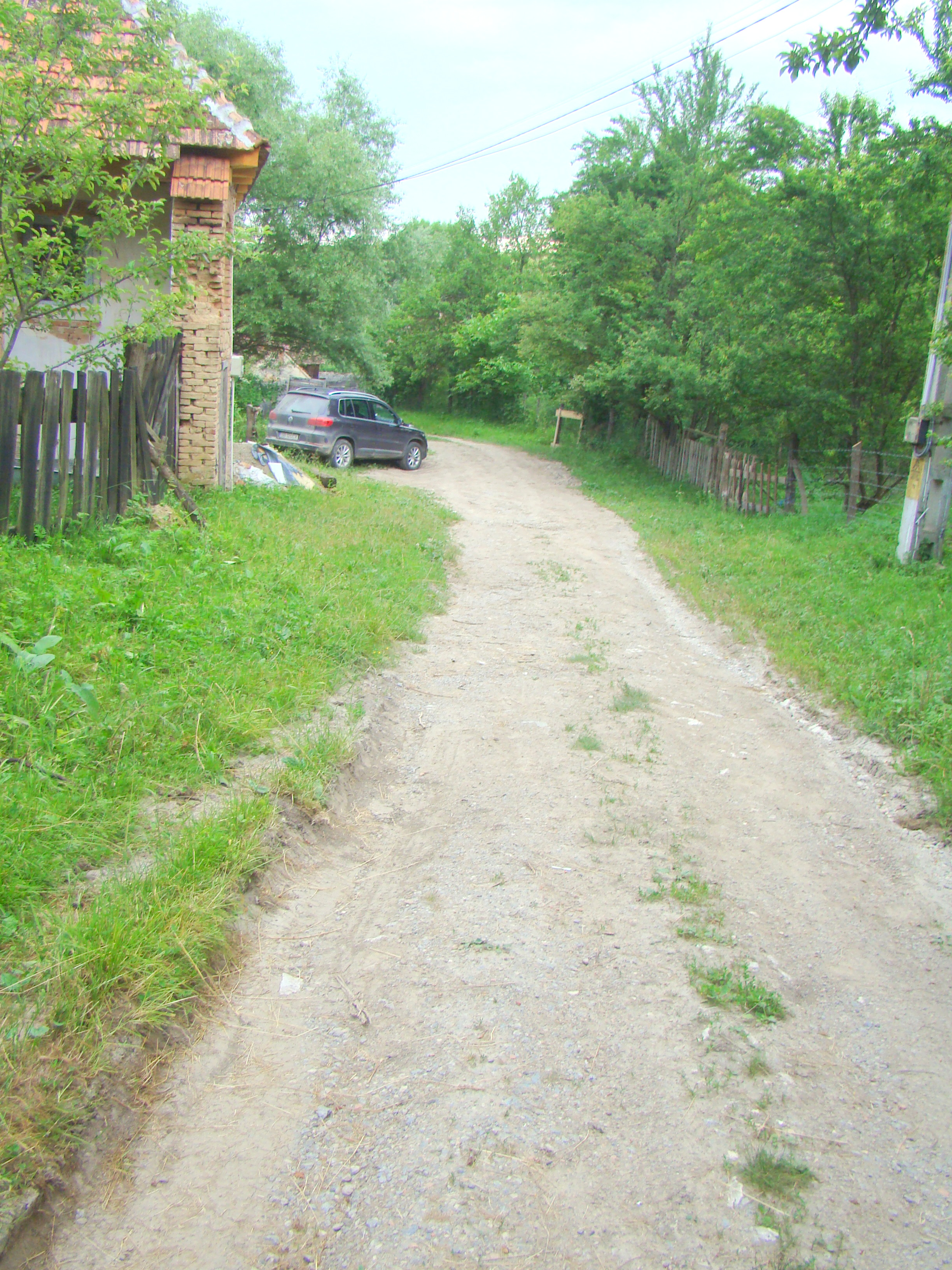
Drumul spre biserică